# Suhakî, Moghilău
Suhakî (în ucraineană Сугаки) este o comună în raionul Moghilău, regiunea Vinnița, Ucraina, formată numai din satul de reședință.

## Demografie
Componența lingvistică a satului Suhakî
     Ucraineană (99,34%)
     Alte limbi (0,66%)
Conform recensământului din 2001, majoritatea populației satului Suhakî era vorbitoare de ucraineană (99,34%), existând în minoritate și vorbitori de alte limbi.